# Puerto Chacabuco
Puerto Chacabuco är en ort i Chile.   Den ligger i provinsen Provincia de Aisén och regionen Región de Aisén, i den södra delen av landet, 1 300 km söder om huvudstaden Santiago de Chile. Puerto Chacabuco ligger 29 meter över havet och antalet invånare är 1 243.
Terrängen runt Puerto Chacabuco är bergig söderut, men norrut är den kuperad. Havet är nära Puerto Chacabuco åt nordväst. Närmaste större samhälle är Puerto Aisén, 12,0 km nordost om Puerto Chacabuco. 
I omgivningarna runt Puerto Chacabuco växer i huvudsak blandskog. Trakten runt Puerto Chacabuco är nära nog obefolkad, med mindre än två invånare per kvadratkilometer.